# Руска военноморска база в Тартус
Руската военноморска база в Тартус е база на Военноморския флот на Русия, разположена в пристанището на град Тартус в Сирия.
Намира се на територията на сирийска военноморска база (63 бригада ВМС).
Тя е единственото подобно руско съоръжение в Средиземно море. То дава възможност за поддръжка на относително малки плавателни съдове, спестявайки им пътуване до руските бази в Черно море. Според британския седмичник The Economist руската военноморска база в Тартус е важна за руската Служба за външно разузнаване най-вече за радиоелектронно разузнаване.
Базата в Тартус е създадена през 1971 година. Използва се от съветската Средиземноморска ескадра, а след нейното закриване през 1991 година - при случайни посещения от руски военни кораби в Средиземно море, най-вече за попълване на запаси от гориво и храна.
През 2010 година, по време на инспекционно посещение в базата, изчезва мистериозно и след това е намерен убит заместник-началникът на ГРУ генерал-майор Юрий Иванов. Тялото му е открито на 16 август 2010 година, изхвърлено от морето на брега на Средиземно море в турската провинция Хатай, гранична на Сирия.